# 남달구
남달구 (1957년 ~ 2023년 3월 9일 )은 대한민국의 전 기자 출신의 언론인이다.

## 학력
구암초등학교 (졸업)
의성중학교 (졸업)
대구고등학교 (졸업)
고려대학교 (신문방송학과 / 학사)

## 경력
- 안동MBC 기자, 뉴스데스크 안동 앵커
- SBS 심의부 기자, 전국부 대구지국 기자, 라디오 특집 부장, 사회부장
- 대구불교방송보도본부 보도위원